# Podkamień (rejon rohatyński)
Podkamień (ukr. Підкамінь, Pidkamiń), dawn. Podkamień Rohatyński – wieś w rejonie rohatyńskim obwodu iwanofrankiwskiego, założona w 1445 r. Wieś liczy 579 mieszkańców. Przez wieś przebiega ukraińska droga krajowa N09.

## Historia
Miejscowość, nazywa także Podkamieniem Rohatyńskim (dla odróżnienia od Podkamienia), otrzymała prawa miejskie w 1569 r. 
W II Rzeczypospolitej miejscowość była siedzibą gminy wiejskiej Podkamień w powiecie rohatyńskim województwa stanisławowskiego.
W 1944 r.  oddział UPA zamordował  w Podkamieniu ok. 80 Polaków.
W czasie okupacji niemieckiej mieszkające tutaj polskie rodziny Piziów i Dżugałów ukrywały Żydówkę Reginę Hader, za co w 1989 roku Instytut Jad Waszem uhonorował tytułami Sprawiedliwych wśród Narodów Świata Stanisława i Franciszkę Piziów oraz Władysława i Marię Dżugałów.

## Zabytki
- Kościół pw. Narodzenia NMP, poświęcony 1829 r.[6]
- Zamek Herburtów w Podkamieniu[7]